# Apatit
Apatit (der Apatit) ist die Kurz- und Sammelbezeichnung für eine Gruppe chemisch ähnlicher, aber nicht näher bestimmter Minerale mit folgenden Mitgliedern:
| Mineralname             | ehemaliger Name                         | chemische Zusammensetzung     |
| ----------------------- | --------------------------------------- | ----------------------------- |
| Fluorapatit             | Apatit-(CaF)                            | Ca5[F\|(PO4)3]                |
| Chlorapatit             | Apatit-(CaCl)                           | Ca5[Cl\|(PO4)3]               |
| Hydroxylapatit          | Apatit-(CaOH)                           | Ca5[OH\|(PO4)3]               |
| Fluorstrophit           | Apatit-(SrOH) und Strontiumapatit       | (Sr,Ca)5[(F,OH)\|(PO4)3]      |
| Carbonat-Fluorapatit    | Karbonatfluorapatit                     | Ca5[F\|(PO4,CO3OH)3]          |
| Carbonat-Hydroxylapatit | Karbonathydroxylapatit                  | Ca5[OH\|(PO4,CO3OH)3]         |
| Hydroxylapatit-M        | Apatit-(CaOH)-M und Klinohydroxylapatit | (Ca,Na)5[(OH,Cl)\|(PO4,SO4)3] |

Apatit ist zudem Namensgeber der Apatit-Pyromorphit-Gruppe mit den untereinander frei austauschbaren einfach negativen Fluor-, Chlor- und Hydroxidionen. Die allgemeine, chemische Formel für Apatit ist Ca5[(F,Cl,OH)|(PO4)3].
Alle Minerale gehören zur Mineralklasse der „Phosphate, Arsenate und Vanadate“ und kristallisieren im hexagonalen Kristallsystem mit der allgemeinen chemischen Zusammensetzung (Ca,Ba,Pb,Sr etc.)5[(F,Cl,OH)|(PO4,CO3OH)3] und entwickeln meist tafelige bis prismatische Kristalle, aber auch nierige bis traubige, kugelige, körnige, faserige und massige Mineral-Aggregate sowie stalagmite Formen und krustige Überzüge von variabler, oft aber grüner, brauner oder weißer Farbe.
Mit einer Mohs’schen Härte von 5 gehören die Apatite zu den mittelharten Mineralen, die sich mit dem Messer noch ritzen lassen. Sie dienen in der gleichnamigen Härteskala als Referenzmineral. Je nach Zusammensetzung haben die Apatite eine Dichte von 3,1 bis 3,8 g/cm3.

## Etymologie
Der Name Apatit leitet sich ab von altgriechisch ἀπατάω apatáō, deutsch ‚täuschen‘ und wurde 1786 von dem deutschen Geologen Abraham Gottlob Werner geprägt. Da das Mineral in so vielen Form- und Farbvariationen vorkommt, ist die Gefahr groß, dass es mit anderen Mineralen wie beispielsweise Beryll, Topas oder verschiedenen Turmalinen verwechselt wird.

## Einzelminerale und Varietäten
- Fluorapatit – sehr häufiges Vorkommen, entweder farblos oder in den Farben weiß, gelb, rosa, blau, violett, grün, braun
- Chlorapatit – eher seltenes Vorkommen in den Farben weiß oder verschiedenen Gelbtönen
- Hydroxylapatit – eher seltenes Vorkommen in den Farben weiß, verschiedenen Grautönen oder gelb – aber häufiges Vorkommen in Endoskeletten und Zähnen der Wirbeltiere, Farbe meist weiß
- Apatit-Katzenauge
- Spargelstein – gelblich-grün
- Mangualdit – manganhaltiger Apatit[3]
- Moroxit – bläulich-grün, violett, rot

## Bildung und Fundorte
Apatit kommt hydrothermal in Pegmatiten und metamorphem Kalkstein vor, bildet sich aber auch in magmatischem Gestein oder aus organischem Material in Sedimentgestein. Häufig entstehen Apatite durch Biomineralisation, sei es in Gesteinsformationen, im Boden, als unerwünschter Zahnbelag, in Knochen usw.; hier aber immer in ganz bestimmten Mikro-Umweltbedingungen.
In Sedimenten tritt Apatit häufig in mikrokristalliner Form (sogenannter „Kollophan“) auf; in Vulkaniten und Plutoniten sind säulige bis nadelige Kristalle häufig. Unter dem Mikroskop sind hexagonale Querschnitte zu beobachten, wobei das Mineral sehr frisch wirkt und keine Spuren von Alteration zeigt. Unter gekreuzten Polarisatoren sind nur Interferenzfarben der ersten Ordnung (meist Grau) zu beobachten. Von den ähnlichen Mineralen Nephelin und Quarz, die ähnliche Querschnittsformen aufweisen können, lässt sich Apatit hauptsächlich durch seine höhere Lichtbrechung abgrenzen.
Fundorte sind unter anderem Brasilien, die Volksrepublik China, Indien, Clear Lake/Ontario in Kanada, Madagaskar, Marokko, Mercado und Durango in Mexiko, Myanmar (Oberbirma), Dusso in Pakistan, Halbinsel Kola in der Russischen Föderation, Fiesch in der Schweiz, Sri Lanka, Maine in den USA.

## Synthese
Hydroxylapatit wird nach dem Tiselius-Verfahren synthetisiert:
Dazu wird im ersten Schritt aus Calciumchloridlösung (CaCl2) und Dinatriumhydrogenphosphatlösung (Na2HPO4) die Verbindung Brushit (Calciumhydrogenphosphat-Dihydrat, CaHPO4·2H2O) hergestellt. Der sehr schlecht wasserlösliche Brushit wird dann in Natronlauge (NaOH) gekocht, bis er sich in Hydroxylapatit umgewandelt hat.

## Biologische Bedeutung und Verwendung

### In Lebewesen
Hydroxylapatit ist ein wichtiger Grundbaustein beim Aufbau von Knochengewebe. Die Osteoblasten sind in der Lage, das Mineral aus Phosphat- und Calcium-Ionen zu erzeugen und Hydroxylapatit variabel in den Knochen einzubauen. So bestehen zum Beispiel die Knochen des Körperskeletts aus etwa 50 %, das Dentin (Zahnbein) aus etwa 70 % und der Zahnschmelz aus etwa 97 % Hydroxylapatit. Auch in Nierensteinen können Anteile von Apatit enthalten sein.

### Als Rohstoff
- Apatit ist ein wichtiges Erz zur Gewinnung von Phosphor und damit zur Herstellung von Düngemittel und Phosphorsäure für die Chemische Industrie. Hierbei anfallender Phosphorgips ist mitunter (je nach Herkunft des ursprünglichen Apatits) mit Radionukliden – zum Beispiel Radium – belastet und dann wirtschaftlich nicht uneingeschränkt nutzbar,[6] zumal wirtschaftliche Konkurrenz durch natürlichen Gips oder solchen aus anderen Industrieprozessen besteht.[7]
- In der Medizin wird die Varietät Hydroxylapatit als künstlicher Knochenersatz (englisch bone graft), zum Teil in Kombination mit Calciumphosphat, oder als bioaktive Beschichtung von Titan-Implantaten zur Verbesserung des Knocheneinbaus eingesetzt.
- Hydroxylapatit dient bei der chromatografischen Trennung von Proteinen als stationäre Phase in der Säule.
- Apatit aus marinen Sedimenten hat üblicherweise erhöhte Urangehalte, welche teilweise ökonomisch nutzbar sind. Uran muss auch entfernt werden, um Phosphat als Dünger nutzbar zu machen, da es bzw. seine Zerfallsprodukte sich in Lebewesen anreichern können.
- Bei der Behandlung von Fluorapatit mit Schwefelsäure fällt neben Phosphorsäure und Phosphorgips auch Wasserstoff-Fluorid (Flusssäure) an, welches eine wichtige Grundchemikalie der Fluorchemie ist

### Als Schmuckstein

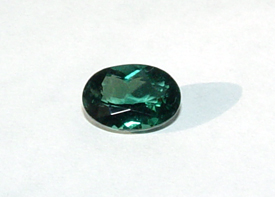
Apatit, grün, 2.66ct, Afrika

Zunehmend sind Apatite auch in der Schmuckindustrie von Bedeutung, besonders Schmucksteine mit Katzenaugeneffekt. Allerdings ist eine Verarbeitung durch die große Empfindlichkeit gegen Säure und Wärmezufuhr schwierig. Farbveränderungen sind schon bei geringer Erhitzung oder starkem Licht möglich.